# 抹灰工
抹灰工又稱泥水匠，是指从事抹灰工作（將灰泥塗抹在建築物表面）的工匠，例如在裝修時抹灰工負責在室内墙壁上塗抹一层灰泥。